# Lebak Siliwangi
Lebak Siliwangi is een bestuurslaag in het regentschap Kota Bandung van de provincie West-Java, Indonesië. Lebak Siliwangi telt 4777 inwoners (volkstelling 2010).